# 치비아스코
치비아스코(Civiasco)는 이탈리아 피에몬테주 베르첼리도에 있는 코무네로, 토리노에서 북동쪽으로 약 90 킬로미터 (56 mi), 베르첼리에서 북쪽으로 약 50 킬로미터 (31 mi) 떨어져 있다.
치비아스코는 다음 코무네와 접한다: 아롤라, 체사라, 마돈나 델 사소, 바랄로 세시아.

## 사람
- 엠마 모라노 (1899년생-2017년 사망), 슈퍼센티네리언